# Caisse des Emprunts
Dieser Artikel wurde aufgrund inhaltlicher und/oder formaler Mängel auf der Qualitätssicherungsseite des Portals Wirtschaft eingetragen. 
Du kannst helfen, indem du die dort genannten Mängel beseitigst oder dich an der Diskussion beteiligst.
Die Caisse des Emprunts war eine französische Bank, die 1674 von dem französischen Finanzminister Jean Baptiste Colbert gegründet wurde, um den Staat zu finanzieren. Die Bank nahm Einlagen (Depositen) an, die verzinst und verbrieft wurden, und so eine frühe Form des Papiergeldes in Frankreich darstellten. Bereits 1709 konnte sie die Einlagen ihrer Kunden nicht mehr halten und wurde geschlossen.